# Iris pseudopumila
Iris pseudopumila är en irisväxtart som beskrevs av Vincenzo Tineo. Iris pseudopumila ingår i släktet irisar, och familjen irisväxter.

## Underarter
Arten delas in i följande underarter:
- I. p. gozoensis
- I. p. pseudopumila

## Bildgalleri

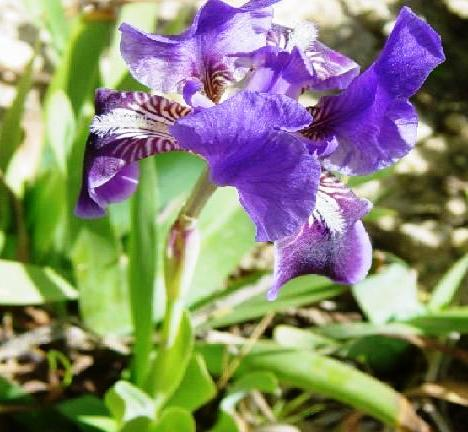
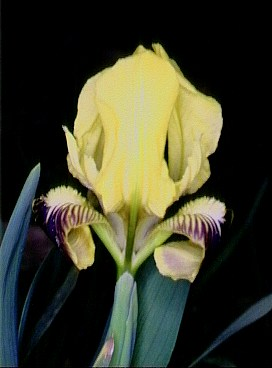
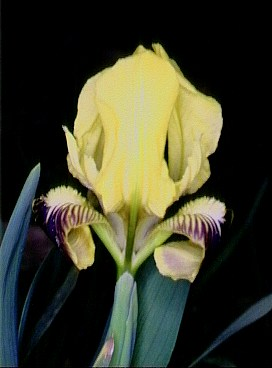